# Florence Cushman
Florence Cushman (Boston, 1860 – 1940) fue una astrónoma estadounidense del Observatorio del Harvard College que trabajó en el Catálogo Henry Draper. 

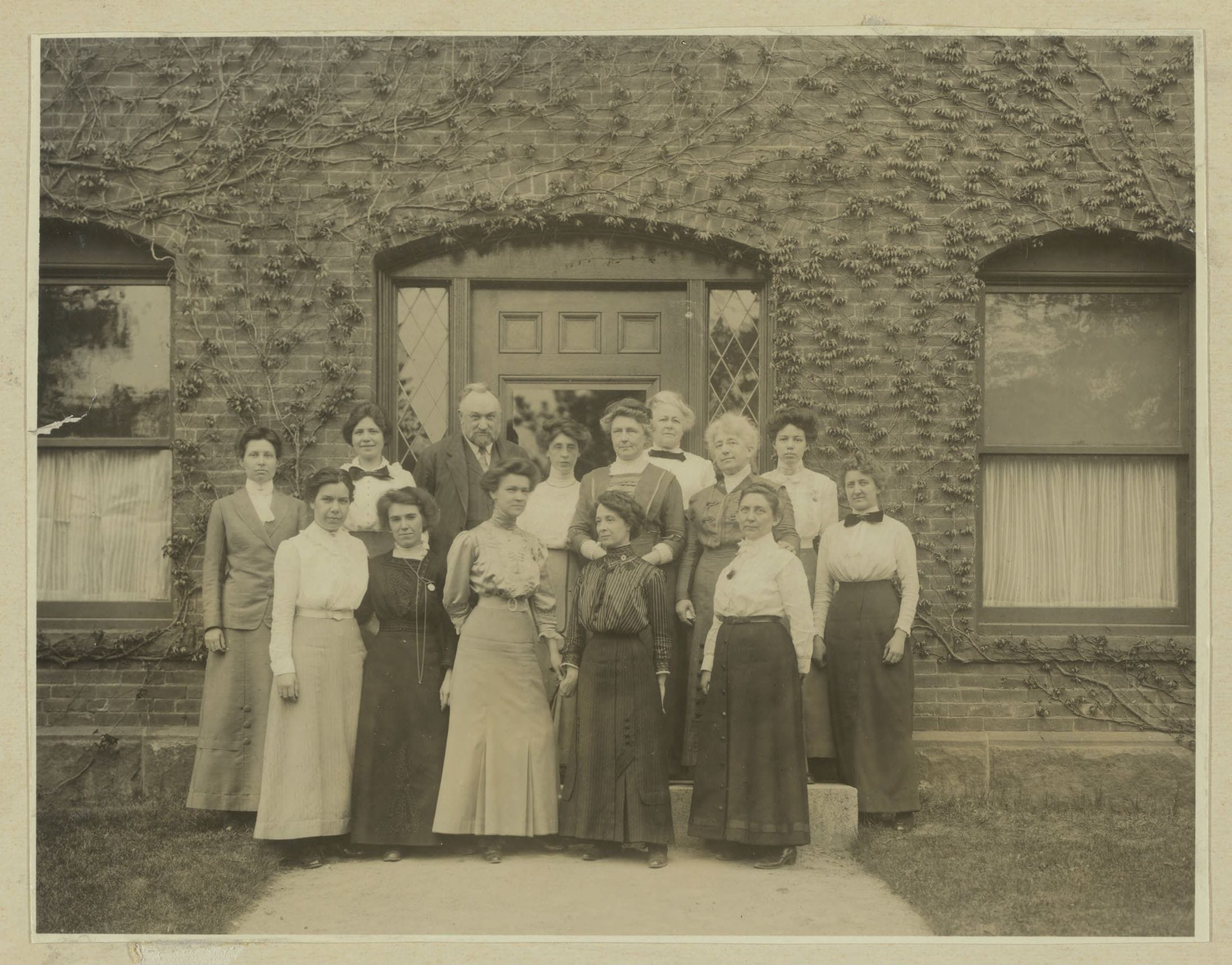
The Harvard Computers y Edward Charles Pickering, Harvard College Observatory, mayo de 1913.

## Trayectoria
Florence atendió al Charlestown High School, donde se graduó en 1877. En 1888, comenzó a trabajar en el Observatorio de Harvard College como empleada del astrónomo Edward Pickering. Florence fue una de las computadoras de Harvard que trabajó con Pickering y, después de su muerte en 1919, con Annie Jump Cannon. Sus clasificaciones de espectros estelares contribuyeron al Catálogo Henry Draper entre 1918 y 1934. Permaneció como astrónoma en el Observatorio hasta 1937 y murió en 1940 a la edad de 80 años.
Cushman trabajó en el Observatorio del Harvard College entre 1918 y 1937. En el transcurso de su carrera de casi cincuenta años, empleó el método del prisma objetivo para analizar, clasificar y catalogar los espectros ópticos de cientos de miles de estrellas. En el siglo XIX, la revolución fotográfica permitió un análisis más detallado del cielo nocturno del que había sido posible con observaciones basadas únicamente en los ojos. Para obtener espectros ópticos para la medición, los astrónomos del Observatorio de la Universidad de Harvard exponen placas de vidrio en las que se capturaron las imágenes astronómicas por la noche. Durante el día, las asistentes femeninas como Florence analizaron los espectros resultantes reduciendo valores, calculando magnitudes y catalogando sus hallazgos.

Se le atribuye la determinación de las posiciones y magnitudes de las estrellas que figuran en la edición de 1918 del Catálogo Henry Draper, que presentaba el espectro de aproximadamente 222.000 estrellas. Al describir la dedicación y eficiencia con la que las computadoras de Harvard, incluida Florence, emprendieron este esfuerzo, Edward Pickering dijo: 
"Una pérdida de un minuto en la reducción de cada estimación retrasaría la publicación de todo el trabajo por el equivalente al tiempo de un asistente por dos años".